# Dani Gómez
 (août 2025).
Dani Gómez, né le 30 juillet 1998 à Alcorcón, est un footballeur espagnol qui évolue au poste d'attaquant avec le Valence CF, en prêt de Levante UD.

## Carrière
Né à Alcorcón, dans la Communauté de Madrid, Gómez a rejoint l'académie du Real Madrid en 2011, en provenance de l'AD Alcorcón. Promu dans la réserve madrilène pour la saison 2017-2018, il fait ses débuts dans l'équipe le 19 août 2017, titulaire et buteur lors d'une défaite 1-2 en Segunda División B contre le CF Rayo Majadahonda.
Le 15 juillet 2019, il conclut un accord de prêt d'un an avec l'équipe de Segunda División du CD Tenerife.
Gómez fait ses débuts professionnels le 17 août 2019, remplaçant José Naranjo en deuxième mi-temps lors d'une défaite 0-2 à l'extérieur contre le Real Zaragoza.
Le 31 juillet 2020, Gómez signe un contrat de cinq ans avec le Levante UD, club de Liga.
Le 22 août 2022, Gómez est prêté pour une saison, avec option d'achat, au RCD Espanyol.